# Érik Bullot
Cet article possède un paronyme, voir Bulot.
Érik Bullot, né en 1963, est un cinéaste français.

## Biographie
Après des études à l'École nationale supérieure de la photographie (Arles) et à l'IDHEC (Paris), il réalise plus d'une vingtaine de films à mi-chemin du film d'artiste et du cinéma expérimental. Ses films explorent les puissances poétiques et formelles du cinéma.
Son travail a été présenté dans de nombreux festivals : Festival international du documentaire de Marseille (1999, 2003, 2006, 2008, 2011, 2014), États généraux du film documentaire (Lussas, 2001, 2019), Cinéma du réel (Paris, 2008, 2015, 2022). Diverses rétrospectives lui ont été consacrées : Jeu de Paume (Paris, 2002), Biennale de l'image en mouvement (Genève, 2005) , La Enana Marrón (Madrid, 2005, 2009), Centre de Cultura Contemporània de Barcelona (2007, 2015), MICEC 08 (Barcelone, 2008), Musée d'art moderne (Buenos Aires, 2016), Cineteca nacional de Chile (2018).  Son film Trois faces (2007), accompagné de Glossolalie (2005), est sorti en salle en octobre 2008 à Paris. Il est membre du collectif « pointligneplan ».
Parallèlement à son activité de cinéaste, il poursuit un travail théorique et publie articles et essais dans différentes revues de cinéma (Trafic, Vertigo, Cinéma). Il a enseigné dans plusieurs écoles d'art (Marseille, Le Fresnoy, Avignon, Arles) et universités (Université Paris VII - Diderot). Il fut professeur invité à l'Université de Buffalo de 2009 à 2011. Il a dirigé le post-diplôme Document et art contemporain à l'École européenne supérieure de l'image (Poitiers-Angoulême) de 2010 à 2016. Il enseigne le cinéma à l'École nationale supérieure d'art de Bourges.

## Filmographie
- 1989 :  La Chine intérieure
- 1990 :  Le Jardin chinois
- 1996 :  L'Ébranlement
- 1997 :  Le Manteau de Michel Pacha
- 1998 :  Séchage
- 1998 :  Ombres chinoises
- 1999 :  Les Noces chymiques
- 2000 :  Le Calcul du sujet
- 2000 :  L'Attraction universelle
- 2002 :  Le Singe de la lumière[6]
- 2004 :  La Belle étoile
- 2005 :  Glossolalie
- 2007 :  Trois faces
- 2008 :  Tohu-Bohu
- 2009 :  The Pencil of Nature
- 2009 :  Télépathie
- 2010 :  L'Alliance
- 2011 :  Tongue Twisters
- 2012 :  Faux amis
- 2013 :  Fugue géographique
- 2014 : La Révolution de l'alphabet
- 2017 : Traité d'optique
- 2017 : Nouveau Manuel de l'oiseleur
- 2020 : Octobre à Barcelone
- 2020 : Le Quatuor ambigu
- 2021 : Langue des oiseaux

## Publications

### Ouvrages et catalogues
- L'Attraction universelle, catalogue, Galerie Snapshot, 1994.
- Tombeau pour un excentrique, roman, Deyrolle Éditeur, 1996.  (ISBN 978-2-908487-62-6)
- Jardins-rébus, essai, Actes Sud, 1999.  (ISBN 978-2-7427-2322-5)
- Le Singe de la lumière, catalogue, Le Crédac, 2002.
- Érik Bullot, monographie, texte de Jacques Aumont, Éditions Léo Scheer, 2003.  (ISBN 978-2-915280-15-9)
- Sayat Nova, essai, Yellow Now, 2007.  (ISBN 978-2-87340-212-9)
- Renversements 1. Notes sur le cinéma, essai, Paris Expérimental, 2009.  (ISBN 978-2-912539-39-7)
- Renversements 2. Notes sur le cinéma, essai, Paris Expérimental, 2013.  (ISBN 978-2-912539-46-5)
- Sortir du cinéma. Histoire virtuelle des relations de l'art et du cinéma, essai, Éditions Mamco, 2013.  (ISBN 978-2-94015-953-6)
- Le Film et son double. Boniment, ventriloquie, performativité, essai, Éditions Mamco, 2017.  (ISBN 978-2-940159-93-2)
- Roussel et le cinéma, essai, Nouvelles Éditions Place, 2020.  (ISBN 978-2-37628-061-3)
- Cinéma Roussel, essai, Yellow Now, 2021.  (ISBN 978-2-87340-479-6)
- L'Attrait des ventriloques, essai, Yellow Now, 2022.  (ISBN 978-2-87340-482-6)
- Cinéma vivant, essai, Macula, 2025.  (ISBN 978-2-86589-166-5)

### Articles en ligne
- Avec Angela Dalle Vacche, Philippe-Alain Michaud et Hervé Joubert-Laurencin, « Cinéma et musée : nouvelles temporalités », Perspective, 1 | 2011, p. 523-533 [Mis en ligne le 12 août 2013, consulté le 28 janvier 2022. URL : http://journals.openedition.org/perspective/1021 ; DOI : https://doi.org/10.4000/perspective.1021].

## Direction d'ouvrages
- pointligneplan. Cinéma et art contemporain, dir., Éditions Léo Scheer, 2002.  (ISBN 978-2-914172-50-9)
- Document bilingue. Réserves et collections, un autre Mucem, co-dir. Sabrina Grassi, Manuella Éditions, 2017.  (ISBN 978-2-917217-85-6)
- Du film performatif, dir., Éditions it:, 2018.  (ISBN 978-2-917053-29-4)

## Traductions
- El cine es una invención post-mortem, Santander, Shangrila, 2015.  (ISBN 978-84-942545-9-8)
- Film i njegov dvojnik, Zagreb, Multimedijalni institut, 2018.  (ISBN 978-953-7372-39-2)
- Fotogenias y paradojas, Buenos Aires, EDUNTREF, 2018.  (ISBN 978-987-4151-54-4)
- Salir del cine. Historia virtual de las relaciones entre el arte y el cine, Shangrila, 2020.  (ISBN 978-84-120027-8-2)
- Cine de lo posible, Santiago de Chile, Metales pesados / La Fuga, 2021.  (ISBN 978-956-6048-60-2)
- Apunts de cinema, Barcelona, Filmoteca de Catalunya, 2023. (ISBN 978-84-19695-44-4)
- Raymond Roussel, cineasta, Prensas Universitarias de Zaragoza, 2024.  (ISBN 9788413408026)
- El film y su doble, Metales pesados, 2025.  (ISBN 9789566203773)

## Archives
Fonds Erik Bullot (1985-2009) [6 boites].  Cote : BULL 1 - 6. Paris : Bibliothèque Kandinsky (présentation en ligne).